# Scattering elastico
Lo scattering elastico è un processo nel quale due particelle collidono; in questo processo l'energia cinetica delle singole particelle si conserva. Macroscopicamente in un urto anelastico si conserva la quantità di moto totale ma l'energia cinetica totale non si conserva in quanto parte di essa tramuta in altre forme come ad esempio in energia termica, quando si parla di particelle il cui moto stesso è costituente l'energia termica percepita macroscopicamente l'urto anelastico non esiste. Nell'urto elastico invece si conserva anche l'energia cinetica totale e può o non può restare invariata per le singole particelle in base alla possibilità di scambi reciproci di energia cinetica. Lo scattering elastico consiste in urto elastico in cui l'energia non varia per le singole particelle, quello anelastico invece consiste in un urto elastico in cui l'energia varia per le singole particelle restando però complessivamente costante.
Tale processo può essere descritto come lo scambio di energia tra due particelle che non modifica la natura delle particelle stesse.